# 今木商事
今木商事（いまきしょうじ、1964年11月9日 - ）は、日本の漫画家。『漫画アクション』にて「ママは情報部員」でデビュー。
同じく漫画家の坂本つくねとは兄妹である。

## 主な作品

### 連載
- プラモウォーズ（『コミックボンボン』1994年12月号 - 1998年4月号）
- ビーストウォーズII（『コミックボンボン』1998年7月号 - 1999年2月号）
- ビーストウォーズ ネオ（『コミックボンボン』1999年3月号 - 10月号）
- ビーストウォーズ メタルス（『コミックボンボン』1999年11月号 - 2000年4月号）
- GEAR戦士電童（『コミックボンボン』2000年10月号 - 2001年7月号）
- 一問必答 怪人ドクヒゲ（『コミックボンボン』2003年1月号 - 11月号）
- Qロボ トランスフォーマー（『コミックボンボン』2003年4月号 - 2004年11月号）※単行本のタイトルは「爆笑トランスフォーマー ギャグコロシアム」
- 怪盗スライクーパー（『コミックボンボン』2005年1月号 - 9月号）※コンピュータゲームの漫画化作品
- 仁と侠（『コミックボンボン』2007年1月号・4月号）
- 無双神機ライガスト（『デンゲキニンテンドーDS』2007年11月号 - 2008年12月号）

### そのほか
- 白娘娘（月刊マガジンZ）※不定期連載
- 4コマまんが王国（双葉社）など